# Ammannia robertsii
Ammannia robertsii är en fackelblomsväxtart som först beskrevs av Ferdinand von Mueller, och fick sitt nu gällande namn av S.A.Graham och Gandhi. Ammannia robertsii ingår i släktet Ammannia och familjen fackelblomsväxter. Inga underarter finns listade i Catalogue of Life.